# Meister der Bibel des Konrad von Vechta
Als Meister der Bibel des Konrad von Vechta wird der mittelalterliche Buchmaler bezeichnet, der zwischen 1400 und 1403 eine aus dem Besitz des Prager Erzbischofs Konrad von Vechta stammende Bibel ausgemalt hat. Vechta war ein sehr vermögender Kleriker und um 1402 von Norddeutschland nach Böhmen gekommen, er hatte das zweibändige, äußerst reich illuminierte Werk wohl in Antwerpen in den Niederlanden in Auftrag gegeben. Der lateinische Text wurde nach einer Inschrift 1400 fertiggeschrieben und danach wurde das Werk prachtvoll ausgemalt. Es befindet sich heute im Plantin-Moretus-Museum in Antwerpen.
Man kann an zeitgleicher und nachfolgender in Böhmen entstandener Malerei erkennen, dass durch Werke wie das des Meisters der Bibel des Konrad von Vechta neue künstlerische Impulse nach Prag gelangten, das sich unter der Herrschaft von Karl IV. und seinem Sohn König Wenzel IV. bereits zu einem eigenständigen kulturellen Zentrum in Europa entwickelt hatte. Wenn zur Zeit Vechtas eine Gruppe der böhmischen Malerei dem Stil des in Böhmen schaffenden Meisters des Wittinggauer Altars folgte, so wurde gleichzeitig eine andere Gruppe durch neue Buchmalereien aus den Niederlanden beeinflusst, wie sie eben auch die Antwerpener Bibel des Konrad von Vechta nach Prag vermitteln konnte. Wie weiter an Teilen der Ausmalungen der in Böhmen um 1400 in der Wenzelswerkstatt in Prag ausgemalten Wenzelsbibel erkennbar hatte diese neue realistische Malweise einige bedeutende Nachfolger wie den Esra-Meister gefunden.